# Valbo och Nordals häraders valkrets
Valbo och Nordals häraders valkrets var vid riksdagsvalen till andra kammaren 1866–1890 en egen valkrets med ett mandat. Valkretsen, som omfattade Valbo och Nordals härader, avskaffades i valet 1893 och uppgick i den nybildade Nordals, Sundals och Valbo domsagas valkrets.

## Riksdagsmän
- Gustaf von Proschwitz, lmp (1867–1870)
- Andreas Svensson (1/1–1/3 1871; valet upphävt)
- Sven Håkansson, lmp (12/4 1871–1884)
- Bengt Dahlgren (1885–1887)
- Magnus Andersson, nya lmp (1888–1893)